# Бања Мљечаница
Бања Мљечаница је бања у Републици Српској. Налази се на северозападним обронцима планине Козаре, у близини Козарске Дубице. Бања је име добила по истоименом селу кроз које протиче ријечица Мљечаница.

## Историјат
Након аустроугарске окупације БиХ описане су и анализиране воде свих тадашњих бања у БиХ, као и природни извори љековитих вода, међу којима је био и љековити извор „смрдљивци” из села Мљечаница. Не зна се тачно када је народ почео да користи воду за лијечење разних реуматских обољења и кожних болести. Познато је да су садашњи становници Мљечанице чије су куће биле близу извора довозили воду до куће, ту је загријавали и у дрвеним коритима бањали болеснике. Први сертификат њене љековитости добијен је у Бечу 1924. године.

## Карактеристике
Лековита вода бање Мљечаница позната је преко 5000 година. Новија истраживања овог локалитета урадили су бечки хемичари Е. Лудвиг и С. Кратзер од 1886.-- 1889. године.
У бањи се налази Институт за физикалну медицину и рехабилитацију. Институт је конципиран као савремена специјализована установа за физијатрију и рехабилитацију.
Вода бање Мљечаница је минерална, температуре 14 °C, по укусу сумпоровито горка. Минерална вода се може користи за купање, хидротерапију, за пиће и инхалацију.